# Gisberto Ceracchini
(Roberto Longhi, in occasione della Sindacale del '29)
Gisberto Ceracchini (Foiano della Chiana, 5 febbraio 1899 – Petrignano del Lago, 1982) è stato un pittore italiano.

## Biografia
Figlio di semplici contadini, a soli 16 anni, trasferitosi a Roma, si dedica da autodidatta alla pittura. 

Nel corso della sua vita fece importanti esposizioni sia in Italia che all'estero, tra cui nel 1921 e nel 1925 rispettivamente alla I e alla II Biennale di Roma. In questo periodo prese lo studio a Villa Strohl Fern dove rimase per tutta la vita. Nel 1926 e 1929 partecipò alle mostre dell'Ottocento italiano a Milano, nel 1927 all'Esposizione d'arte italiana di Amsterdam.  Agli inizi del 1929 organizzò la mostra a Palazzo Doria in cui espose accanto a Mafai, Scipione, Di Cocco e successivamente partecipò all'Esposizione internazionale di Barcellona: nel 1930 espose alla mostra di Buenos Aires, nel 1932 alla II Biennale di Venezia, nel 1935 partecipò al Jeu de Paume di Parigi "Mostra d'arte italiana del XIX e XX secolo".
Nel dopoguerra ricevette due premi, partecipò alla Mostra d'Arte Sacra a Milano e intraprese numerose imprese decorative in varie chiese di Roma: Santa Maria in Domnica, Santa Emerenziana, Santa Maria Ausiliatrice, Santa Maria Mediatrice, Sant'Eugenio, San Leone Magno. Tra le tante, nel 1960 fu anche invitato alla “11ª edizione del premio Avezzano-rassegna nazionale delle Arti Figurative” ad Avezzano (AQ), insieme a R. Brindisi, S. Cavallo, V. Ciardo, E. Fantuzzi, C. Levi, G. Omiccioli, M. Rosa, G. Strachota, F. Trombadori, A. Vangelli ed altri.
Tra il 1942 e il 1943 fu insegnante di figura al Regio Istituto di Belle Arti per la Decorazione e l'illustrazione del Libro di Urbino.

## Opere d'arte
- Famiglia, olio su tela - Roma, 1923-1932.
- Donne alla fontana e cacciatore a cavallo, 183x167,5 cm - olio su tela, 1926 - INPS Pinacoteca di Palazzo Wedekind.
- La casta Susanna, olio su tela - 1927.
- Alla fontana, olio su tela, 95x70 cm - 1928 (esposto alla XVI Esposizione Internazionale d'Arte di Venezia).
- Riposo, olio su tela - Roma, 1930.
- Affresco per il Sacrario dei Caduti aretini fascisti - 1936.
- Il meriggio, olio su tela - Parigi, 1938 (Medaglia d'oro).
- Ritratto del Figlio Leopoldino, olio su tela - 1940.
- Autoritratto, olio su tela.
- Bambino con mantella, olio su tela.
- Mosaico raffigurante Madonna col Bambino fiancheggiati da San Giuseppe e San Nicola - Chiesa di San Nicola (Cosenza).
- Studio di Adolescente - Porta Stendardo, olio su tela.
- Ciclo di affreschi nel Palazzo Camaiani-Albergotti (Arezzo).
- Ciclo di affreschi nella basilica di Santa Rita da Cascia (Cascia).

## Eventi Culturali
Nell'aprile del 1963, al concorso “Pittura in Ciociaria” presso l'Abbazia di Casamari, è componente della giuria presieduta da Giorgio De Chirico, insieme con Eliano Fantuzzi, Felice Ludovisi, Franco Miele, Michele Rosa, Claudia Refice, Carlo Savini, Giuseppe Selvaggi.